# Beziehungen zwischen Osttimor und Trinidad und Tobago
Die Beziehungen zwischen Osttimor und Trinidad und Tobago waren bisher spärlich.
Osttimor und Trinidad und Tobago nahmen am 25. September 2013 diplomatische Beziehungen auf. Weder haben Trinidad und Tobago eine Botschaft in Osttimor, noch Osttimor eine diplomatische Vertretung in Trinidad und Tobago. Beide Staaten gehören zur Bewegung der Blockfreien Staaten, zur AKP-Gruppe und zur Gruppe der 77. Für 2018 gibt das Statistische Amt Osttimors keine Handelsbeziehungen zwischen Osttimor und Trinidad und Tobago an.